# 小濱ゆみ
小濱 ゆみ（こはま ゆみ、1986年11月22日 - ）は、日本の元女子バレーボール選手。

## 来歴
鹿児島県垂水市出身。小学校4年生よりバレーボールを始める。鹿児島女子高校を経て2005年パイオニアレッドウィングスに入団し、2009年6月引退。

## 所属チーム
- 鹿児島女子高校
- パイオニアレッドウィングス（2005-2009年）